# Citroenbrilvogel
De citroenbrilvogel (Zosterops citrinella) is een zangvogel uit de familie Zosteropidae (brilvogels).

## Verspreiding en leefgebied
Deze soort is endemisch op de Kleine Soenda-eilanden en telt vier ondersoorten:
- Z. c. citrinella: van Soemba tot Timor (zuidelijke Kleine Soenda-eilanden).
- Z. c. harterti: Lomblen en Alor (oostelijk-centrale Kleine Soenda-eilanden).
- Z. c. albiventris: veel eilanden in de oostelijke Kleine Soenda-eilanden, Tanimbar-eilanden, eilanden in de Straat Torres en eilanden nabij noordoostelijk Australië.
- Z. c. unicus: Sumbawa en Flores (westelijk-centrale Kleine Soenda-eilanden).

## Status
De grootte van de populatie is niet gekwantificeerd maar de soort wordt omschreven als vrij algemeen. Op de Rode lijst van de IUCN heeft deze soort de status niet bedreigd.